# Bjursås socken
Bjursås socken ligger i Dalarna, ingår sedan 1971 i Falu kommun och motsvarar från 2016 Bjursås distrikt.
Socknens areal är 167,33 kvadratkilometer, varav 152,91 land. År 2020 fanns här 3 609 invånare. Tätorten Sågmyra samt tätorten och kyrkbyn Bjursås med sockenkyrkan Bjursås kyrka ligger i socknen.  

## Administrativ historik
1583 bröts Bjursås ut ur Åls socken som kapellförsamling under Gagnefs församling. 1607 utfärdade Karl IX ett brev som gjorde Bjursås till egen socken. 1792 utökades socknen med Gopa tunnlag. Vrebo by (då med 154 innevånare) överfördes 1 januari 1929 från Åls socken till Bjursås.
1 januari 2016 inrättades distriktet Bjursås, med samma omfattning som församlingen hade 1999/2000.
Vid kommunreformen 1862 övergick socknens ansvar för de kyrkliga frågorna till Bjursås församling och för de borgerliga frågorna till Bjursås landskommun. Landskommunen uppgick 1971 i Falu kommun.
Socknen har tillhört fögderier, tingslag och domsagor enligt vad som beskrivs i artikeln Dalarna. De indelta soldaterna tillhörde Dalregementet och Rättviks kompani.

## Geografi
Bjursås socken ligger nordväst om Falun och öster om Siljan. Socknen är en starkt kuperad skogsbygd med viss odlingsbygd i söder. Bjursås socken har exklaver i Leksands socken och på gränsen mellan Leksands och Rättviks socknar. De utgör också kommunexklaver för Falu kommun.

## Fornlämningar
Enstaka lösfynd från stenåldern och forntida boplatser är funna.

## Namnet
Namnet (1468 Bivsas) är en förkortning av åsnamnet Biursioas, den höjd som ligger norr om kyrkan och väster om sjön Bjursen ,'bäversjön'. Namnet innehåller Biur, 'bäver'.

## Befolkningsutveckling
| Befolkningsutvecklingen i Bjursås socken 1750–2020 | Befolkningsutvecklingen i Bjursås socken 1750–2020 | Befolkningsutvecklingen i Bjursås socken 1750–2020 | Befolkningsutvecklingen i Bjursås socken 1750–2020 | Befolkningsutvecklingen i Bjursås socken 1750–2020 |
| --- | -------------------------------------------------- | -------------------------------------------------- | -------------------------------------------------- | -------------------------------------------------- |
| |                                                    |                                                    |                                                    |                                                    |
| År |                                                    |                                                    | Folkmängd                                          |                                                    |
| 1750 | 1750                                               |                                                    | 843                                                |                                                    |
| 1760 | 1760                                               |                                                    | 921                                                |                                                    |
| 1769 | 1769                                               |                                                    | 1 061                                              |                                                    |
| 1780 | 1780                                               |                                                    | 1 108                                              |                                                    |
| 1790 | 1790                                               |                                                    | 1 152                                              |                                                    |
| 1800 | 1800                                               |                                                    | 2 050                                              |                                                    |
| 1810 | 1810                                               |                                                    | 2 058                                              |                                                    |
| 1820 | 1820                                               |                                                    | 2 181                                              |                                                    |
| 1830 | 1830                                               |                                                    | 2 411                                              |                                                    |
| 1840 | 1840                                               |                                                    | 2 545                                              |                                                    |
| 1860 | 1860                                               |                                                    | 2 960                                              |                                                    |
| 1870 | 1870                                               |                                                    | 3 114                                              |                                                    |
| 1880 | 1880                                               |                                                    | 3 240                                              |                                                    |
| 1890 | 1890                                               |                                                    | 3 151                                              |                                                    |
| 1900 | 1900                                               |                                                    | 3 099                                              |                                                    |
| 1910 | 1910                                               |                                                    | 2 960                                              |                                                    |
| 1920 | 1920                                               |                                                    | 3 003                                              |                                                    |
| 1930 | 1930                                               |                                                    | 3 180                                              |                                                    |
| 1940 | 1940                                               |                                                    | 3 478                                              |                                                    |
| 1950 | 1950                                               |                                                    | 3 649                                              |                                                    |
| 1960 | 1960                                               |                                                    | 3 499                                              |                                                    |
| 1970 | 1970                                               |                                                    | 3 382                                              |                                                    |
| 1980 | 1980                                               |                                                    | 3 715                                              |                                                    |
| 1990 | 1990                                               |                                                    | 3 689                                              |                                                    |
| 2010 | 2010                                               |                                                    | 3 505                                              |                                                    |
| 2020 | 2020                                               |                                                    | 3 609                                              |                                                    |
| Anm: Socknen utökades 1792 med Gopa tunnlag. Källor: Umeå universitet - Tabellverket 1749-1859, Demografiska databasen, CEDAR, Umeå universitet, Befolkning per församling, Folkmängden per distrikt, landskap, landsdel eller riket efter kön. År 2015 - 2022. |                                                    |                                                    |                                                    |                                                    |